# Sacabamba
Sacabamba è un comune (municipio in spagnolo) della Bolivia nella provincia di Esteban Arce (dipartimento di Cochabamba) con 5540 abitanti (dato 2010).

## Cantoni
Il comune è suddiviso in 5 cantoni:
- Apillapa
- Challaque
- Matarani
- Quekoma
- Sacabamba